# Charles Dupuy
Charles Alexandre Dupuy (tiếng Pháp: [ʃaʁl dypɥi]; 5 tháng 11 năm 1851 – 23 tháng 7 năm 1923) và chính trị gia người Pháp, và ba lần làm Thủ tướng.